# Nizki Island
Nizki Island ist eine 5 km lange Insel in der Mitte der Semichi Islands, einer Untergruppe der Near Islands im äußersten Westen der Alëuten in Alaska. Im Westen der Insel liegt Alaid Island, von der sie durch eine Sandbank getrennt ist. Im Osten liegt Shemya Island mit den kleinen Inseln Hammerhead Island und Lotus Island, von denen sie durch die Meeresstraße Shemya Pass getrennt ist.
Der Name stammt aus dem Russischen und bedeutet „flach“, was die Topographie der Insel gut beschreibt, denn die höchsten Erhebungen der Insel sind Jones mit einer Höhe von 51 m und Jack mit 47 m.
Auf Nizki Island und dem benachbarten Alaid Island brüten wieder etwa 1000 Paare der früher beinahe ausgestorbenen Aleuten-Kanadagans (Branta hutchinsii leucopareia), einer Subspezies der Zwergkanadagans.